# LFF Supertaurė 2016
La 16ª edizione della LFF Supertaurė si è svolta il 28 febbraio 2016 allo Sportima Arena di Vilnius tra lo Žalgiris, vincitore della A Lyga 2015 e della Coppa di Lituania 2014-2015, e il Trakai finalista di coppa nonché secondo classificato in campionato.
Lo Žalgiris si è aggiudicato il trofeo per la sesta volta nella sua storia.

## Tabellino
| Arbitro: | Paškovskis |

|                                                               |           |               |
| Pilibaitis 45+3’ Lukša 99’ Eliošius 113’ Kuklys 120+1’ (rig.) | Marcatori | 22’ Arshakyan |